# Lycastopsis catarractarum
Lycastopsis catarractarum är en ringmaskart som beskrevs av Feuerborn 1932. Lycastopsis catarractarum ingår i släktet Lycastopsis och familjen Nereididae. Inga underarter finns listade i Catalogue of Life.